# Socha svatého Jana Nepomuckého (Skalička)
Socha svatého Jana Nepomuckého je barokní skulptura, nacházející se v obci Skalička, ležící asi 5 km jihovýchodně od centra města Hranice v okrese Přerov. Od 3. května 1958 je chráněna jako kulturní památka.

## Zhotovení a historie sochy

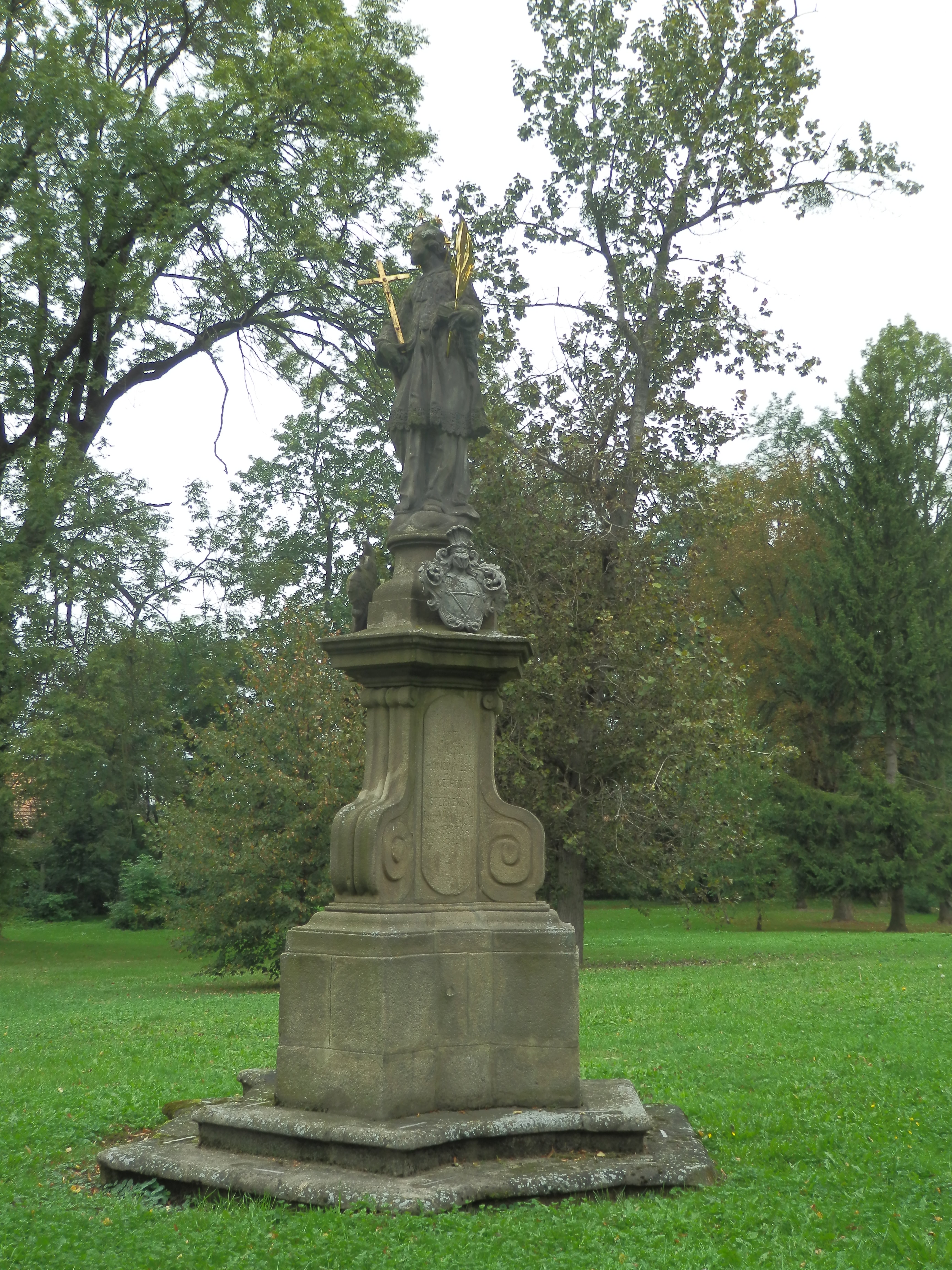
Celkový pohled na sochu sv. Jana Nepomuckého ve Skaličce

Socha byla vytesána nákladem držitele skaličského léna Jana Josefa rytíře Ullersdorfa z Němčího († 1738) v roce 1712. Vztyčena byla v blízkosti místního zámku a někdy mezi léty 1854–1864 byla z popudu hrabat von Stockau, tehdejších majitelů velkostatku, přestěhována mimo zámecký areál. Na své původní místo se vrátila v 90. letech 20. století, kdy zároveň došlo k jejímu restaurování. K dalším opravám skulptury pak bylo přistoupeno v letech 2013–2014. Nově pozlacen byl světcův kříž a svatozář, zvětralý pískovec byl zpevněn a zbaven porostu mechů a lišejníků.

## Vzhled
Jde o pískovcovou plastiku, stojící na vysokém podstavci zakončeném vyloženou profilovanou římsou, na které ze tří stran spočívají kamenné erby rodu Ullersdorfů z Němčího. Jan Nepomucký byl neznámým sochařem zachycen jako vousatý muž s biretem na hlavě, oděný do tradičního roucha, stojící na kamenném soklu a svírající v pravé ruce kovový kříž a v levé ruce knihu se zlacenou palmovou ratolestí. Typově je socha podobná nepomucenským plastikám ve Slavíči či Velké.